# Sultan Ahmed Mirza
Ahmed Mirza era el hijo mayor de Abu Sa'id Mirza a cuya muerte se convirtió en gobernante de Samarcanda y Bujará desde 1469 hasta 1494. Durante su gobierno logró rechazar al menos un intento de invasión por los Kara Koyunlu y fracasó en su intento de conquistar Jorasán de su gobernante Husayn Mirza Bayqara. Estuvo involucrado en las guerras civiles timúridas con sus hermanos Umar Shaikh Mirza II y Sultán Mahmud Mirza. Murió al regresar de su expedición de Ferghana contra Babur, el hijo de doce años y sucesor de Umar Shaikh Mirza II. Como no tenía un heredero varón, le sucedió su hermano, Mahmud Mirza.